# Enjambre (cómic)
El Enjambre (Fritz Meyer), (Inglés: Swarn) es un personaje que aparece en los cómics estadounidenses publicados por Marvel Comics. Es un supervillano alemán cuyo cuerpo está compuesto de abejas y se presenta principalmente como un enemigo de Spider-Man.

## Historial de publicaciones
Swarm apareció por primera vez en Champions #14 (julio de 1977). Fue creado por Bill Mantlo y John Byrne.

## Biografía ficticia del personaje
Fritz von Meyer nació en Leipzig, Alemania y se convirtió en uno de los mejores científicos de Adolf Hitler. Escapa de su captura después de la Segunda Guerra Mundial, se convirtió en un apicultor en América del Sur y descubrió una colonia de abejas mutantes. Intrigado por su inteligencia y su naturaleza pasiva, von Meyer intentó esclavizar a la abeja reina, pero falló y las abejas lo devoraron, dejando sólo su esqueleto. Las cualidades únicas de las abejas provocaron su conciencia en ser absorbido por ellas, lo que permite a von Meyer para manipular la colmena de hacer su voluntad, aunque algunos de sus restos óseos se encuentran dentro del propio enjambre. Su conciencia se fusionó con el enjambre en la medida en que se conviertan en un solo ser, llamándose a sí mismo / a "Enjambre".
Enjambre enfrentó a Los Campeones. Después de ser derrotado, Enjambre resurgió para luchar contra Spider-Man (Peter Parker). En la primera de muchas peleas, Spider-Man podía contra él, dosificando su propio traje en un nuevo tipo de Raid que perjudican a las abejas si se acercaban demasiado a la tela-araña. Enjambre perdió su esqueleto en esta batalla, pero volvió a luchar de nuevo (ya no tiene el esqueleto, pero aún poseen la conciencia de Von Meyer), el primer equipo con Kraven el cazador contra el Hombre de Hielo y Estrella de Fuego, y luego contra Spider-Man, pero los comentarios de un arma disparada por Rhino que causó cuerpo de la abeja Enjambre para dispersar temporalmente.
Enjambre aparece lo siguiente, cuando un Super-Colisionador de Industrias Rand se activa y llamó a su atención. Enjambre decidió que la humanidad debe ser exterminado por lo que los insectos pueden gobernar el mundo. El Doctor Druid convencido con Enjambre que la humanidad se va a exterminar a sí mismos y la era de los insectos pueda comenzar. Finalmente, Enjambre se cansó de esperar y después de una ola psíquica generada por Onslaught que interrumpe el campo psíquico que él y sus abejas unidas entre sí, volvió a Nueva York, obligando a un grupo de científicos que investigan los campos de energía que le ayudará no sólo a restaurar su campo original, sino ampliarlo a concederle el control de todas las abejas en la Tierra. Como la ciudad de Nueva York fue invadida por las abejas, Ben Reilly rastreó a las abejas hasta su destino y, aprovechando el hecho de que la memoria instintiva de los enjambres del uso original de Spider-Man de Raid les hizo alejarse automáticamente del segundo Spider-Man, se infiltró en el edificio y contactó a los científicos. Al afirmar que el equipo de los científicos tenía problemas para transmitir una señal suficientemente potente a través de la cúpula de las abejas, Spider-Man pudo engañar a Enjambre para que permitiera la construcción de un dispositivo diseñado para negar la frecuencia vibratoria que las abejas crearon para permitirse volar, presentándolo como un medio de aumentar el poder de la señal existente. Con las abejas ahora puestas a tierra, Spider-Man posteriormente recuperó la colmena de la Reina de Enjambre y la dejó al cuidado de las autoridades, razonando que sin ella, Enjambre ganó.
Ahora, de vuelta con un esqueleto interno, Enjambre consideró que la caída de la organización criminal Pride, permitió el acceso a su antiguo territorio, específicamente de Los Ángeles. Sin embargo, él y ellos son derrotados por los Runaways, protectores de la ciudad, cuando su cuerpo de conexión mental de abejas es interrumpido por explosiones eléctricas.
Él, que recuperó el control sobre su colonia y se une a los exterminadores del Camaleón para matar a Spider-Man, ahora que la verdadera identidad de Peter Parker se revela. Enjambre ataca a Mary Jane Watson, pero Mary Jane le rocía con agua a Enjambre mientras que un compañero de trabajo rompe el esqueleto de Enjambre, pero las abejas reformadas por un esqueleto como el guardaespaldas de Industrias Stark lo llevan a la basura.
Cuando Alyosha Kravinoff comenzó la recogida de un zoológico de superhumanos con temas de animales, Enjambre se encuentra en una de las jaulas. Luchó contra Gárgola como Punisher los pasa y se escapó.
Enjambre gira al lado en Denver, Colorado, después de haber acumulado suficientes abejas para convertirse en tamaño gigante. Los Thunderbolts se enfrentan, sin éxito, hasta que Norman Osborn envía a Venom en ser el devorador de huesos de Enjambre. Osborn especula que esto era, por ahora, un pequeño inconveniente que no se debe impedir el retorno del Enjambre.
A continuación, Enjambre se encuentra en Buenos Aires con su inteligencia de nuevo. Luchó con Los Poderosos Vengadores mediante la creación de 'Avatares' hechas de abejas. En particular, la lista de Vengadores incluía a la Avispa, Estatura y Amadeus Cho. Estatura colocó un collar inhibidor sobre las abejas reinas que causaron la inteligencia de enjambre para dispersar de alguna manera.
Fue visto brevemente, tratando de lanzar un ataque de la Escuela de Aprendizaje Superior de Jean Grey, sólo para ser frustrado casi al instante por los X-Men, Krakoa, los Bamfs y Doop.
Enjambre más tarde formó su propia encarnación de los Seis Siniestros con 8-Ball, Dalila, Killer Alcaudón, Melter y Calamar. Ellos atacan a Spider-Man y los alumnos de la Escuela de Jean. Enjambre fue derrotado por Hellion que causó que los otros miembros se rindan.
Enjambre más tarde atacó a Nueva York, pero fue derrotado por Chica Ardilla y su aliada Koi Boi, que lo cubrió con agua y convirtió a la policía en bolsas llenas de sus abejas constituyentes.
Enjambre luego apareció como miembro de Hateful Hexad junto a Bearboarguy, Gibbon, Ox, Calamar y Conejo Blanco. Durante la desastrosa batalla contra Spider-Man y Deadpool, la batalla se estrelló por Itsy Bitsy.
Enjambre se muda a Florida, donde se encuentra con Macrothrax y sus secuaces, que también son colonias de insectos sensibles en forma humanoide, creados accidentalmente por el invento detrás de él. Termina uniendo fuerzas con Ant-Man y tomando simpatía por este último.

## Poderes y habilidades
Es un ser compuesto de cientos de miles de abejas impulsados por una inteligencia humana. Técnicamente es inmaterial, ya que su cuerpo no es más que un agregado de pequeñas formas. Que puede volar por el aire y asumir cualquier forma y tamaño que desea. Él puede influir mentalmente las acciones de otras abejas, toda la gama de la cual puede extenderse por cientos de yardas de radio. Al principio, parecía capaz de enjambre solamente el control de otras abejas, pero ha mostrado la capacidad de comunicarse / controlar otros insectos también. El esqueleto de Fritz von Meyer, el punto focal de su conciencia, se quedó como su único permanece hasta que se fue devorado por Venom.

## Otras versiones

### Marvel Fairy Tales
En el segundo número de la serie Spider-Man de Marvel Fairy Tales (una adaptación de la leyenda de Anansi), aparece una versión alternativa de Enjambre como el principal villano de las historias: el espíritu de abeja.

### Marvel Adventures
Enjambre apareció recientemente y luchó contra Spider-Man en Marvel Adventures # 38. Supuestamente querían apoderarse del mundo (o al menos matar a algunos deportistas), pero parecía que querían algo de helado.

### Ultimate Marvel
La encarnación de Marvel definitiva de Enjambre es Petra Laskov, una mutante femenina de ascendencia siria que inicialmente aparece como la supervillana Reina de insectos, y más tarde como la superheroína Avispa roja.

## En otros medios

### Televisión
- Una versión de Enjambre apareció en Spider-Man and His Amazing Friends, con la voz de Al Fann.[24] Esta versión se formó cuando la energía extraterrestre de un meteorito caído e irradió en una colmena cercana. En el episodio "Swarm", una colmena se le da la capacidad de sentir a través de la energía de un meteorito. Queriendo una mente de la colmena a través del universo, Enjambre utiliza su capacidad explosión del ojo para aumentar el tamaño de las abejas y mutar a los humanos en híbridos no tripulados de insectos. Cuando Spider-Man, Firestar y Iceman pelean contra él, los híbridos mutados (que incluye a Flash Thompson y May Parker) convierten a Firestar y Iceman en híbridos insectos, así, sin embargo, no fueron capaces de convertir a Spider-Man debido a la tela-araña de su sangre irradiada. Después de que Spider-Man utiliza una habitación forrada de plomo para restaurar a Firestar y Iceman en volver a la normalidad, los amigos de Spider-Man hacen de lanzar el meteorito de vuelta al espacio, por lo tanto, no fue suficiente para distanciarse de las abejas y los híbridos de radiación del meteoro, invirtiendo a todos de los efectos.

- Una iteración adaptada de Enjambre aparece en la nueva serie de Ultimate Spider-Man con la voz de Eric Bauza (en "Enjambre"),[25][24] y por Drake Bell (en "El Regreso del Hombre de Arena").[26][24] En esta versión es Michael Tan, un empleado descontento e inmaduro de Industrias Stark que asume la forma de Enjambre a través de nano robots autorreplicantes:
  - En la segunda temporada, episodio 11, "Enjambre", el proyecto de Michael para el control de la tecnología como una extensión de una persona es rechazada y termina siendo despedido por Iron Man. Michael activa su dispositivo, prometiendo que Spider-Man y Iron Man se arrepentirán de esto antes de que esparce sus propias moléculas. Desconocido para todos, sus moléculas se fusiona con los aracnorrastreadores de Spider-Man que se convierten a sí mismos en nano robots autorreplicantes. Cuando Spider-Man se enfrenta al monstruo destructor y utiliza el aracnorrastreador, algo va mal, como a Juggernaut que está rodeado de autorreplicantes de aracnorrastreadores. Spider-Man y Iron Man más tarde luchan contra Enjambre, de descubrir que Michael es ahora Enjambre. Con la intención de asimilar la tecnología debido a la creencia de que él es el futuro, Enjambre se divide en dos para atacar de forma simultánea a Spider-Man y Iron Man hasta volverse a combinar en una sola vez. Con el fin de detenerlo, Spider-Man utiliza el reactor Ark de Iron Man para amplificar la interfaz del aracnorrastreador con una frecuencia de invalidación como la tela-araña y Iron Man se lanza en Enjambre. Tras la activación de la frecuencia, Enjambre se neutraliza y Iron Man confisca los inactivos aracnorrastreadores para restaurar a Michael a su forma normal. En el episodio 24, "El Regreso del Hombre de Arena", Enjambre ataca a S.H.I.E.L.D. con facilidad para asimilar la tecnología, lo que resulta en una pelea con Spider-Man y el Hombre de Arena. Enjambre se dirige al traje de contención del Hombre de Arena que obliga a Spider-Man para obtener el traje de contención. Entonces el Hombre de Arena golpea a Enjambre en la sumisión.
  - En la cuarta temporada, tiene un cameo en el episodio 1, "El ataque de HYDRA, Parte 1", cuando un Octobot en miniatura del Doctor Octopus desata los nanos de Enjambre sobre el Tri-Carrier de S.H.I.E.L.D., que Spider-Man y Amadeus Cho aprenden de esto y es recreado en la isla HYDRA de Arnim Zola. El proceso aparentemente mata a Enjambre.

- Enjambre aparece en Marvel Super Hero Adventures, con la voz de Ian James Corlett.[24]

- Una variación de Enjambre aparece en la serie animada Spider-Man: Maximum Venom, como el alter ego de Jefferson Davis (con la voz de Alex Désert), utilizando abejas nanotecnológicas púrpuras que le otorgan una forma sólida y pueden usar sus aguijones para controlar la mente de los humanos.[24] En el episodio "Spider-Man Unmasked", es contratado para distraer a Spider-Man para Curt Connors, pero es negligente en su tarea. Enjambre es responsable de adquirir la fórmula Rhino. Enjambre luego amasó un ejército de Rhino doppelgangers y Man-Spiders para Underground Monster League, capturando a Spider-Man, Ghost Spider, Spider-Girl y Ultimate Spider-Man lo que finalmente conduce a su derrota cuando el resto del Equipo Araña rescata a su líder.

### Videojuegos
- La iteración Fritz von Meyer de Enjambre se hace referencia en el videojuego Spider-Man de 2018. Se le menciona durante uno de los pódcast de J. Jonah Jameson como "un nazi hecho de abejas". En la adaptación del cómic del juego, aparece por completo SWARM (Symbiotic Warfare Anthophila Restraining Model).[27]

### Juguetes
- Una figura de acción de Enjambre, fue lanzado en 1997 como parte de Spider-Man: Spider Force. Fue moldeada en un plástico de color amarillo translúcido, y contó con una capa desmontable y capucha y cierre a presión de la armadura de abeja. Esta armadura también podría ensamblarse para crear un accesorio de abeja 'gigante'.

### Teatro
- Aparece en el musical de Broadway Spider-Man: Turn Off del oscuro, interpretado por Gerald Avery. Él aparece como un miembro de los Seis Siniestros.